# WD 0137-349
Désignations
WD 0137-349 est un système binaire situé à environ ∼ 334 a.l. (∼ 102 pc) de la Terre. Il est constitué d'une naine blanche, WD 0137-349 A, et d'une naine brune, WD 0137-349 B. La période orbitale du duo est de 2 heures. L'orbite de la naine brune rétrécit lentement.
On pense que la phase de géante rouge de l'actuelle naine blanche a été considérablement réduite, passant d'environ 100 millions d'années en moyenne à quelques décennies dans le cas présent, en raison des actions de la naine brune. La naine brune a été avalée dans l'enveloppe de la géante rouge, et hâta l'expulsion de la matière au cours de cette phase en chauffant rapidement le gaz et en en accrétant une partie. Au cours de cette phase, la traînée du gaz (gas drag) a également réduit l'orbite de la naine brune.
Dans environ 1,4 milliard d'années, il est prévu que l'orbite de la naine brune aura été suffisamment réduite pour permettre à la naine blanche de dérober de la matière à la naine brune et l'accréter à sa surface, ce qui conduira à une nova récurrente.
En 2006, cette naine brune est le plus petit objet connu pour avoir survécu à l'engloutissement par une géante rouge. Auparavant, seuls des naines rouges étaient connues pour avoir survécu à avoir été enveloppées lors d'une phase de géante rouge. On pense que les objets d'une masse inférieure à 20 fois celle de Jupiter aurait fini évaporés.